# Feldherrnhalle
De Feldherrnhalle is een classicistische loggia aan het zuidelijke einde van de Odeonsplatz in de wijk Maxvorstadt van München. Ze ligt in een voetgangerszone en trekt veel toeristen.

## Koning Ludwig van Beieren
Koning Lodewijk I van Beieren liet Friedrich von Gärtner de Feldherrnhalle bouwen van 1841 tot 1844 naar voorbeeld van de Loggia dei Lanzi in Florence. Het gebouw is opgetrokken met kalksteen uit Kelheim en opgedragen aan de veldheren van het Beierse leger.

## Standbeelden
Standbeelden naar ontwerp van Ludwig von Schwanthaler door Ferdinand von Miller gegoten uit brons van kanonnen verwijzen naar de militaire geschiedenis van Beieren. Ze beelden graaf Johan t'Serclaes van Tilly en vorst Carl Philipp von Wrede af. Lion Feuchtwanger spotte in zijn roman Erfolg met de benaming "Beierse Feldherrnhalle" zeggende dat Tilly geen Beier was en Wrede geen veldheer. 
In het midden staat een herdenkingsmonument uit 1892 door Ferdinand von Miller voor het Beierse leger.
Vooraan staan twee leeuwen in 1906 gebeeldhouwd door Wilhelm von Rümann uit marmer van Laas, in de volksmond de "Beierse leeuw" en de "Pruisische leeuw" (met open muil) genoemd.

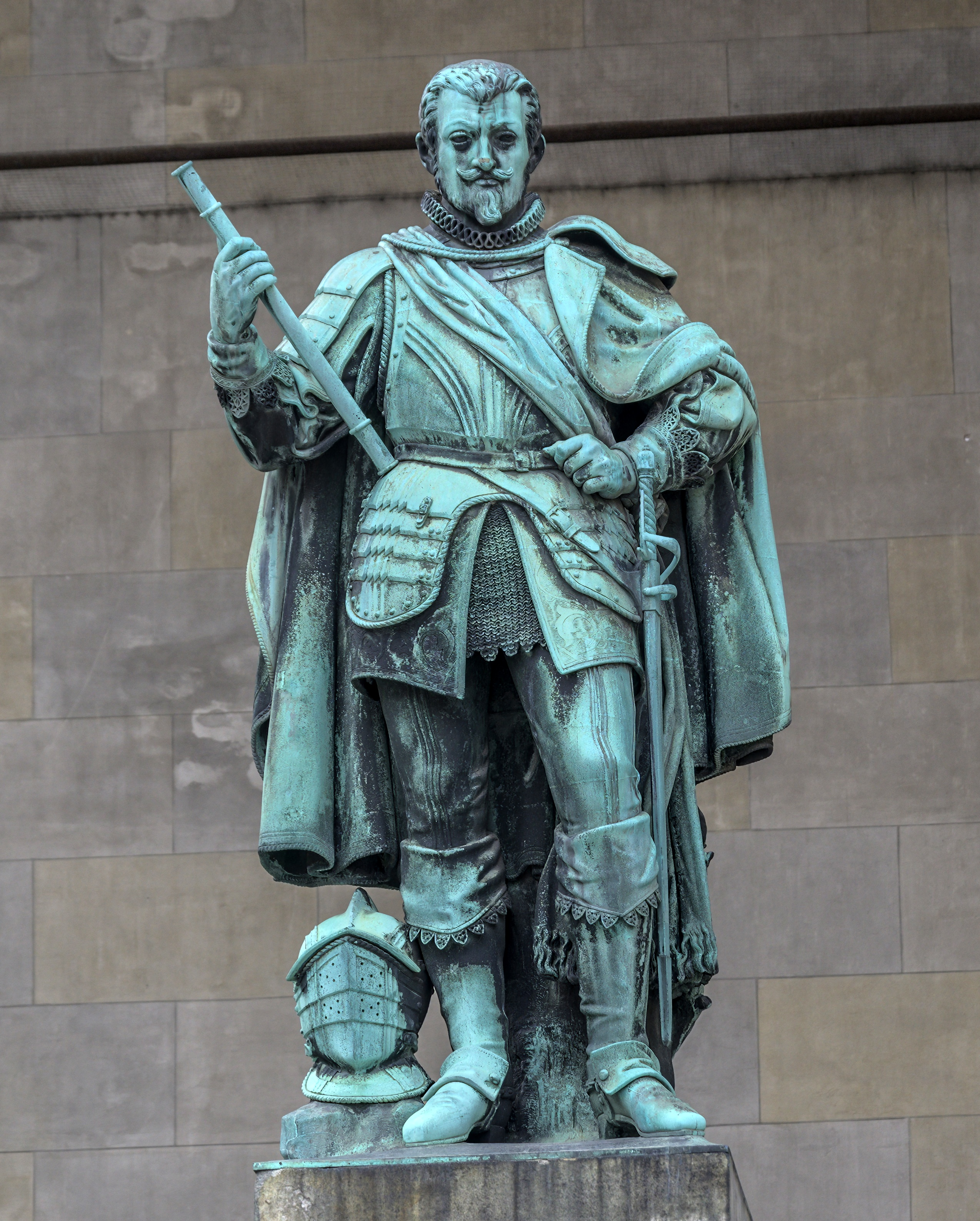
Standbeeld van graaf Tilly
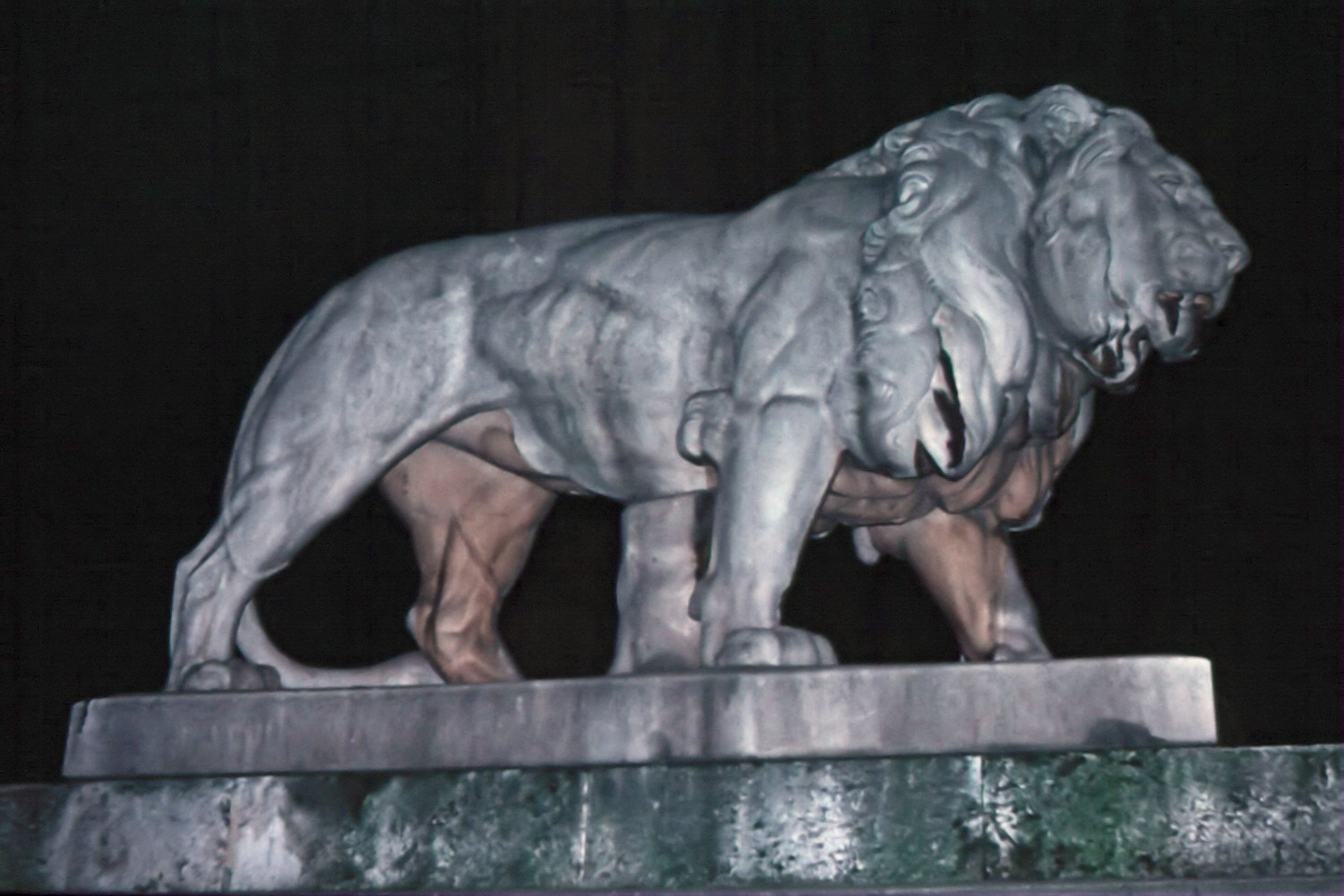
De Pruisische leeuw
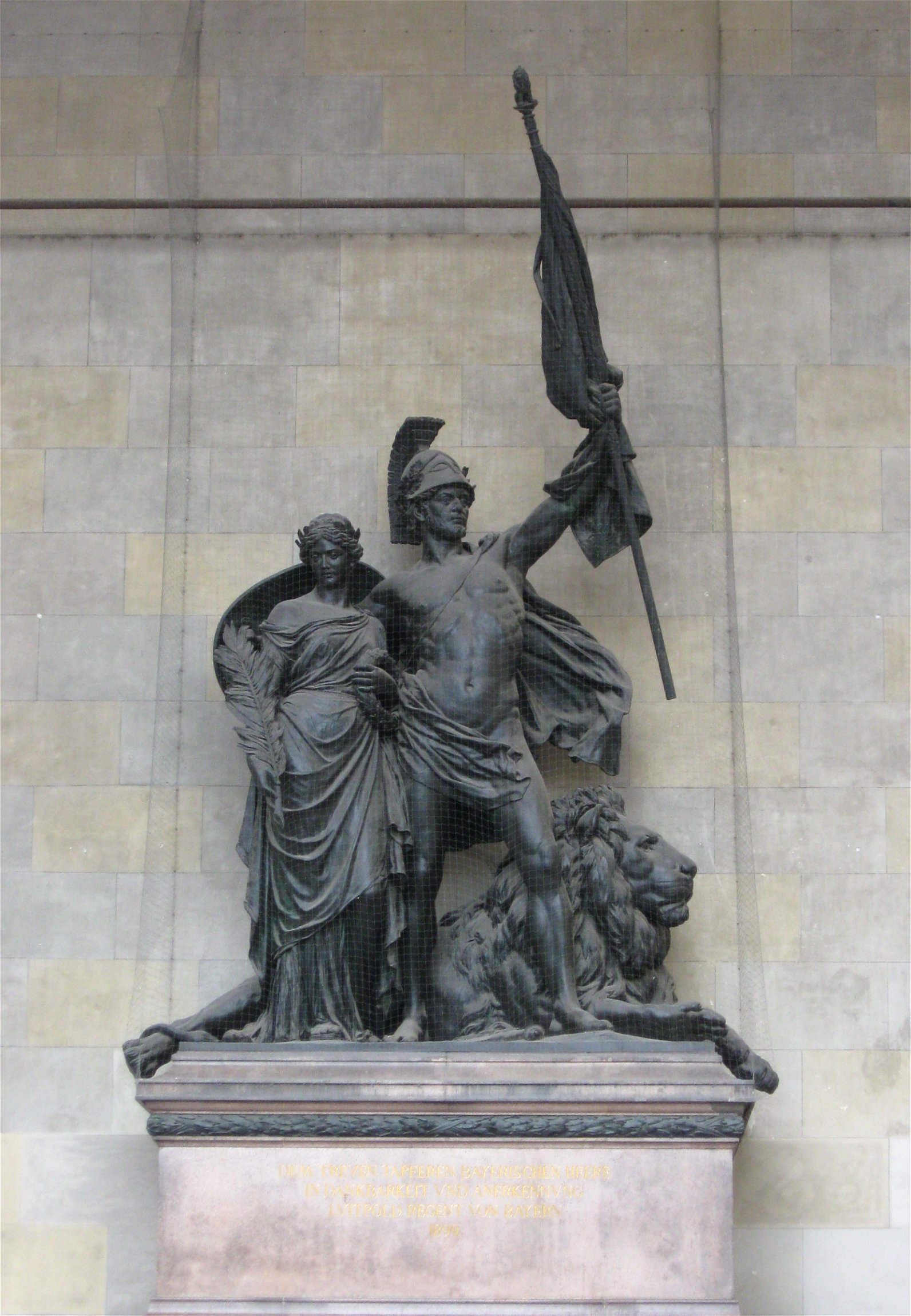
Monument voor het Beierse leger
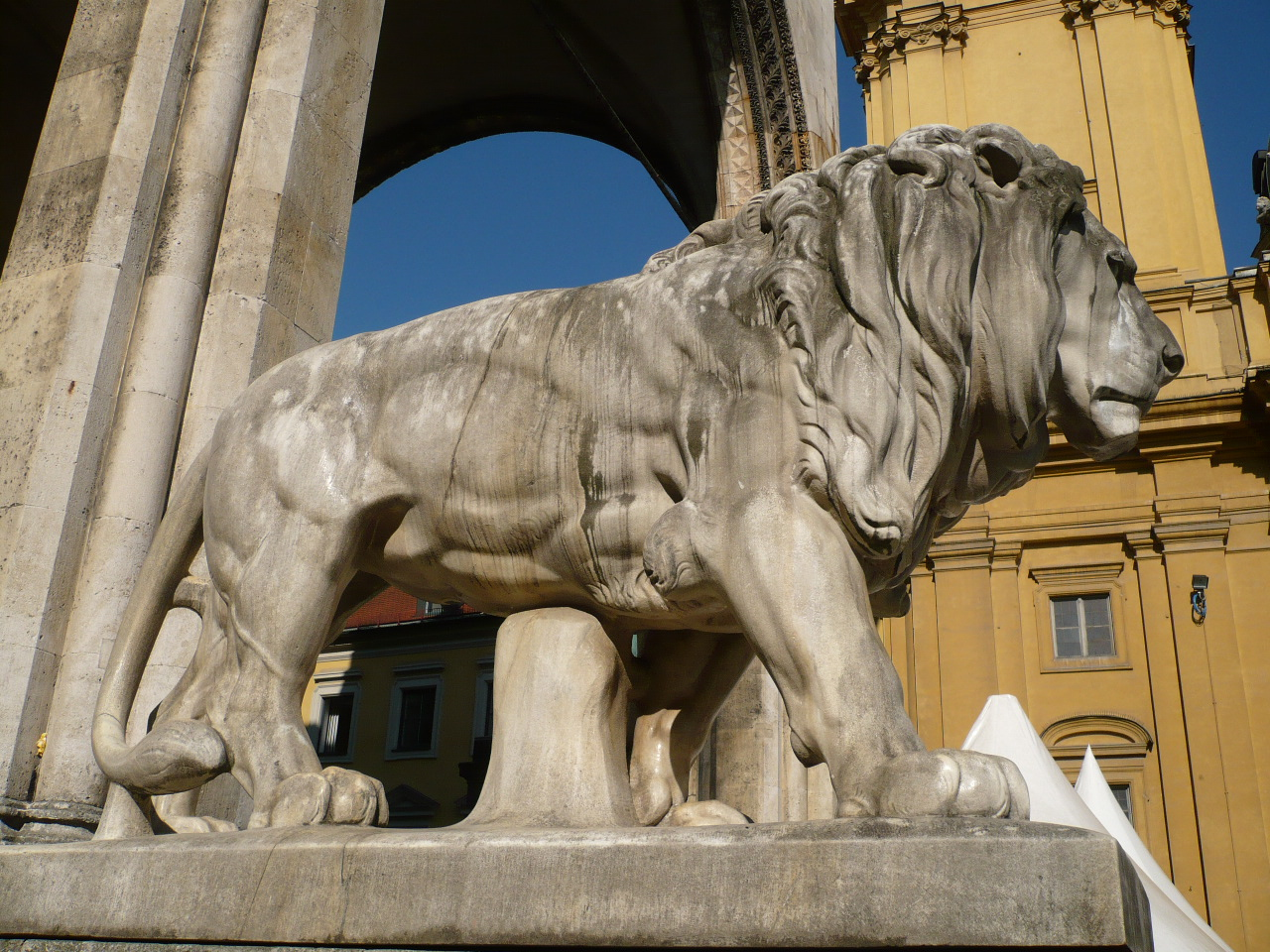
De Beierse leeuw
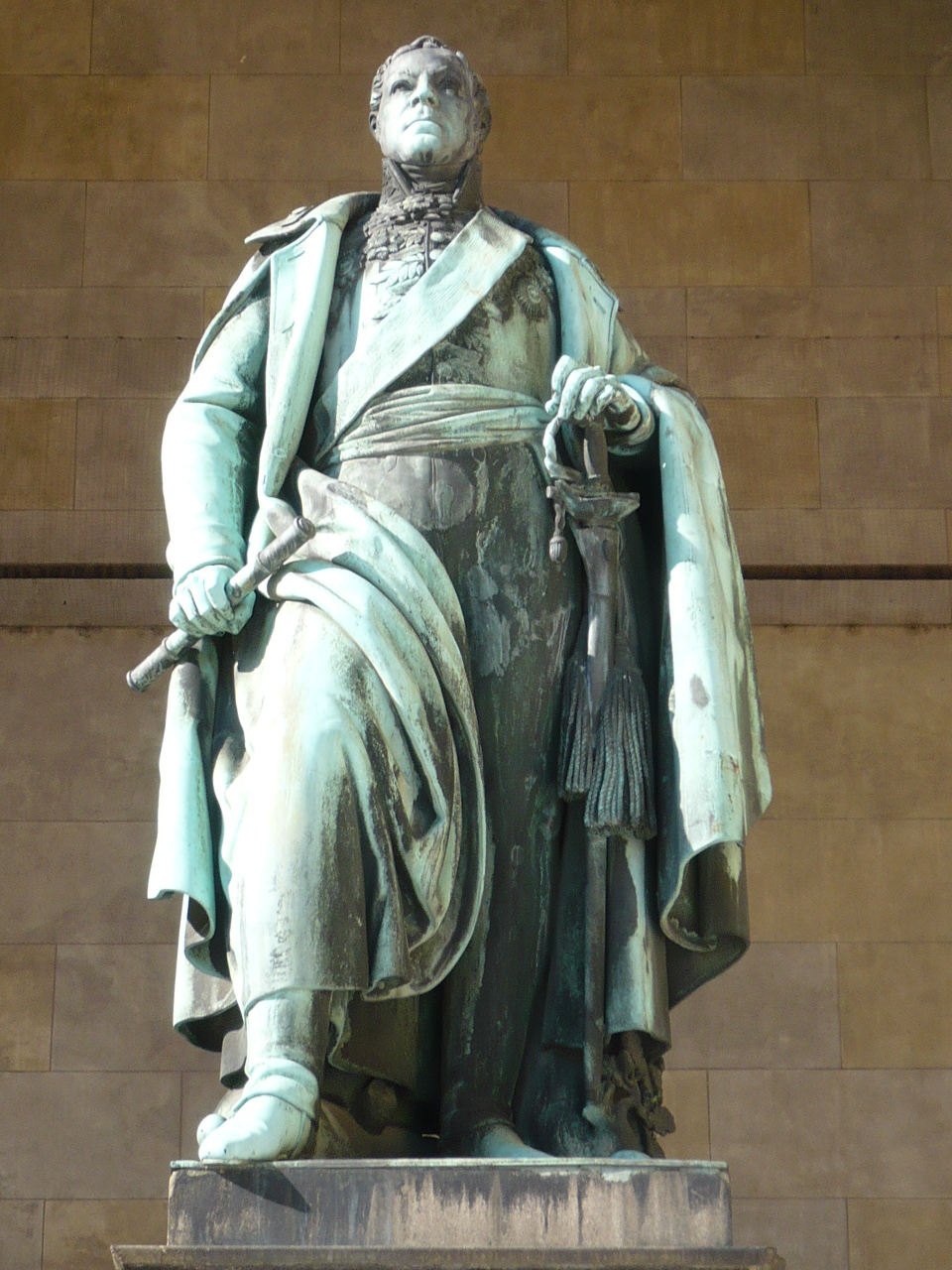
Standbeeld van vorst Wrede

## Bierkellerputsch

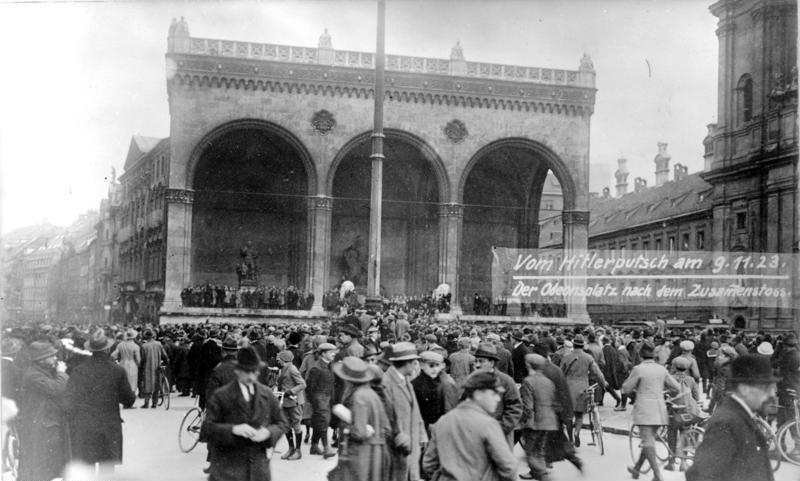
De Odeonsplatz na de Bierkellerputsch met achteraan de Feldherrnhalle

In de ochtend van vrijdag 9 november 1923 na de Bierkellerputsch marcheerde Adolf Hitler met zijn aanhangers naar de Feldherrnhalle, waar de Veiligheidspolitie van de Weimarrepubliek hen stopte in een vuurgevecht. Daarbij kwamen 16 putschisten, 4 politiemannen en een toevallige voorbijganger om het leven.

## Verplichte Hitlergroet

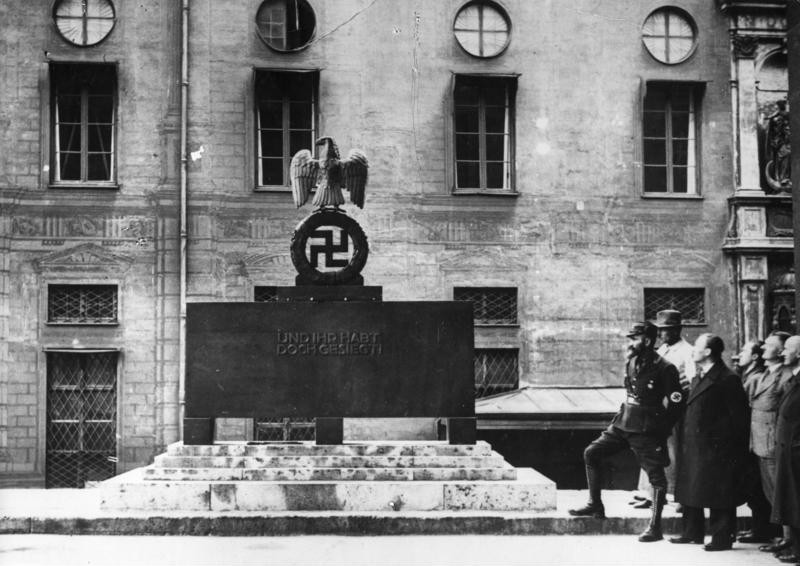
Het weggehaald monument waarvoor verplicht te groeten was

Nadat Hitler in 1933 aan de macht gekomen was, liet hij aan de oostelijke zijde een gedenkplaat met de namen van de 16 omgekomen putschisten aanbrengen. Een erewacht van SS-mannen zag erop toe, dat elke voorbijganger de Hitlergroet bracht aan de gedenkplaat. Nogal wat mensen liepen van de Residenzstrasse langs de Viscargigasse en de Theatinerstrasse naar de Odeonsplatz een blok rond om de verplichte Hitlergroet te ontwijken.

## Legereenheden
De legereenheden Panzerbrigade 106 “Feldherrnhalle”, Panzerbrigade 110 “Feldherrnhalle”, Panzergrenadier-Division Feldherrnhalle en vanaf 1944 de schwere Panzer-Abteilung Feldherrnhalle werden naar de Feldherrnhalle genoemd.

## Gedenkmarsen en moordpogingen

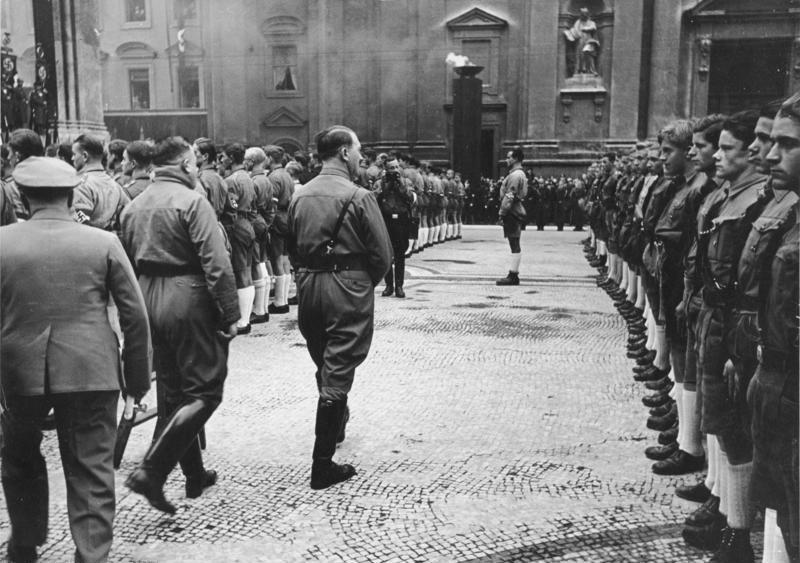
Een van de jaarlijkse gedenkmarsen

Elk jaar organiseerde Adolf Hitler op 9 november een gedenkmars. Tijdens de gedenkmars van 1938 wilde de Zwitser Maurice Bavaud met een pistool op Hitler schieten, maar hij geraakte niet dicht genoeg. Op de avond voor de mars van 1939 ontplofte een bom van Georg Elser in de Bürgerbräukeller, maar Hitler had die even voordien al verlaten.

## Na de oorlog
In 1945 verwijderden de Amerikaanse troepen de gedenkplaat.
Tussen 1950 en 1962 werd de lichte oorlogsschade aan de Feldherrnhalle hersteld.
In november 1994 werd in de bodem voor de Feldherrnhalle een gedenkplaat aangebracht voor de vier na de Bierkellerputsch omgekomen politiemannen.
Omdat die gedenkplaat onvoldoende opviel, werd ze op 9 november 2010 vervangen door een gedenkplaat aan de westelijke gevel van de  Münchner Residenz. 